# Арка-Юрт
Арка-Юрт (баш. Арҡа-Йорт) — горный хребет на Южном Урале на территории Ишимбайского района и Белорецкого района Республики Башкортостан. Длина хребта — 8 км, ширина — 3 км, абсолютная высота — 820,5 м.

## Описание
Вытянут меридионально границы Ишимбайского и Белорецкого районов.
Хребет выделяется чётко выраженными скалистыми вершинами.
На хребте начинаются притоки р. Алагузлы
На севере находится урочище Иокъелга.

## Происхождение названия
На башкирском языке Арҡа — «хребет» (буквально «спина»), Йорт — «дом»

## Состав
Алевролиты, кварцитовидные песчаники, сланцы зильмердакской свиты верхнего рифея.

## Ландшафты
Липовые леса с примесью клёна и дуба.